# Moovarasampettai
Moovarasampettai è una suddivisione dell'India, classificata come census town, di 6.084 abitanti, situata nel distretto di Kanchipuram, nello stato federato del Tamil Nadu. In base al numero di abitanti la città rientra nella classe V (da 5.000 a 9.999 persone).

## Geografia fisica
La città è situata a 12° 57' 50 N e 80° 11' 26 E.

## Società

### Evoluzione demografica
Al censimento del 2001 la popolazione di Moovarasampettai assommava a 6.084 persone, delle quali 3.140 maschi e 2.944 femmine. I bambini di età inferiore o uguale ai sei anni assommavano a 640, dei quali 322 maschi e 318 femmine. Infine, coloro che erano in grado di saper almeno leggere e scrivere erano 4.988, dei quali 2.698 maschi e 2.290 femmine.